# Bob ai XXIV Giochi olimpici invernali - Monobob femminile
Nel bob ai XXIV Giochi olimpici invernali la gara del monobob femminile si è disputata nelle giornate del 13 e 14 febbraio 2022 sulla pista del National Sliding Centre nella località di Yanqing.

## Riepilogo
La disciplina monoposto fece il proprio debutto in questa edizione dei Giochi; la detentrice del titolo mondiale di Altenberg 2021 era la statunitense Kaillie Humphries.
La prima medaglia d'oro nella storia della specialità è stata conquistata proprio da Kaillie Humphries, giunta al traguardo con 1 secondo e 54 centesimi davanti alla connazionale Elana Meyers-Taylor, che ha quindi vinto la medaglia d'argento, precedendo sul podio la canadese Christine de Bruin, staccata di 1 secondo e 76 centesimi dalla vincitrice. 
Per la Humphries, già due volte campionessa olimpica nella disciplina biposto a Vancouver 2010 e a Soči 2014 e medaglia di bronzo a Pyeongchang 2018, si trattò della quarta medaglia vinta in quattro edizioni dei Giochi e la prima da quando gareggia per gli Stati Uniti; anche per la Meyers-Taylor si trattò della quarta medaglia ottenuta in quattro edizioni dei Giochi, dopo gli argenti del 2014 e del 2018 e il bronzo del 2010. La nazione a stelle e strisce tornò a vincere la medaglia d'oro a distanza di vent'anni dalla prima, fu infatti a Salt Lake City 2002 che Jill Bakken e Vonetta Flowers vinsero il primo alloro olimpico nella storia del bob femminile.

## Sistema di qualificazione
In base a quanto previsto dal regolamento di qualificazione ai Giochi, potevano partecipare alla competizione al massimo 20 atlete suddivise secondo le seguenti quote: 4 nazioni avevano diritto a schierarne due e 12 nazioni soltanto una; era inoltre garantito almeno un posto per una pilota cinese in qualità di nazione ospitante i Giochi. Tenendo conto di questo sistema di selezione, la quota delle partecipanti schierabili da ogni comitato olimpico nazionale era calcolata in base a un complesso sistema che teneva conto sia delle nazioni già qualificate per la gara di bob a due (le quattro che potevano portare due compagini e le prime sei che potevano schierarne uno), sia della graduatoria delle World Series di monobob 2021/22 (le ulteriori sei nazioni con un solo equipaggio), il tutto riportato al 16 gennaio 2022. Eventuali ulteriori posti avanzati sarebbero stati assegnati scorrendo il Ranking IBSF. La scelta delle atlete vere e proprie era tuttavia a discrezione di ogni comitato nazionale, a patto che esse soddisfacessero determinati requisiti di partecipazione a gare internazionali disputatesi nella stagione pre-olimpica e sino al 16 gennaio 2022.

### Equipaggi qualificati
Il 17 gennaio 2022 la IBSF aveva diramato i comunicati ufficiali in merito ai 20 equipaggi qualificati ai Giochi e il successivo 23 gennaio tutti gli aventi diritto confermarono la partecipazione alla gara eccetto la Gran Bretagna, la quale rinunciò e il suo posto venne preso dall'Italia:
- Nazioni con due atlete:  Germania,  Canada,  Stati Uniti e  Cina;
- Nazioni con un'atleta:  ROC,  Svizzera,  Romania,  Austria,  Australia,  Paesi Bassi,  Corea del Sud,  Francia,  Slovacchia,  Giamaica,  Ucraina e  Italia.

## Record del tracciato
Prima della manifestazione non era ancora stato stabilito alcun primato del tracciato del National Sliding Centre, di conseguenza durante la competizione sono stati battuti i seguenti record:
| Record   | Data        | Evento   | Atleta              | Nazione     | Tempo   |
| -------- | ----------- | -------- | ------------------- | ----------- | ------- |
| Partenza | 13 febbraio | manche 1 | Elana Meyers-Taylor | Stati Uniti | 5"61    |
| Pista    | 13 febbraio | manche 1 | Kaillie Humphries   | Stati Uniti | 1'04"44 |

## Classifica di gara
| Pos. | Atlete                     | Nazione       | 1ª manche    | 2ª manche | 3ª manche | 4ª manche | Totale  | Distacco |
| ---- | -------------------------- | ------------- | ------------ | --------- | --------- | --------- | ------- | -------- |
|      | Kaillie Humphries          | Stati Uniti   | 1'04"44 (TR) | 1'04"66   | 1'04"87   | 1'05"30   | 4'19"27 | –        |
|      | Elana Meyers-Taylor        | Stati Uniti   | 1'05"12      | 1'05"30   | 1'05"28   | 1'05"11   | 4'20"81 | +1"54    |
|      | Christine de Bruin         | Canada        | 1'05"12      | 1'05"02   | 1'05"38   | 1'05"51   | 4'21"03 | +1"76    |
| 4    | Laura Nolte                | Germania      | 1'04"74      | 1'05"58   | 1'05"70   | 1'05"31   | 4'21"33 | +2"06    |
| 5    | Breeana Walker             | Australia     | 1'05"55      | 1'05"54   | 1'05"16   | 1'05"21   | 4'21"46 | +2"19    |
| 6    | Huai Mingming              | Cina          | 1'05"18      | 1'05"72   | 1'05"71   | 1'05"97   | 4'22"58 | +3"31    |
| 7    | Melanie Hasler             | Svizzera      | 1'05"18      | 1'05"86   | 1'06"21   | 1'05"56   | 4'22"81 | +3"54    |
| 8    | Cynthia Appiah             | Canada        | 1'05"75      | 1'05"53   | 1'05"78   | 1'05"98   | 4'23"04 | +3"77    |
| 9    | Ying Qing                  | Cina          | 1'05"16      | 1'05"99   | 1'05"82   | 1'06"44   | 4'23"41 | +4"14    |
| 10   | Nadežda Sergeeva           | ROC           | 1'05"45      | 1'06"00   | 1'05"83   | 1'06"31   | 4'23"59 | +4"32    |
| 11   | Margot Boch                | Francia       | 1'05"77      | 1'05"51   | 1'06"01   | 1'06"53   | 4'23"82 | +4"55    |
| 12   | Andreea Grecu              | Romania       | 1'05"56      | 1'05"71   | 1'06"46   | 1'06"26   | 4'23"99 | +4"72    |
| 13   | Mariama Jamanka            | Germania      | 1'05"85      | 1'06"94   | 1'05"47   | 1'05"74   | 4'24"00 | +4"73    |
| 14   | Katrin Beierl              | Austria       | 1'05"39      | 1'06"00   | 1'06"57   | 1'06"56   | 4'24"52 | +5"25    |
| 15   | Giada Andreutti            | Italia        | 1'06"07      | 1'05"77   | 1'06"57   | 1'06"38   | 4'24"79 | +5"52    |
| 16   | Karlien Sleper             | Paesi Bassi   | 1'05"88      | 1'06"59   | 1'05"85   | 1'06"65   | 4'24"97 | +5"70    |
| 17   | Viktória Čerňanská         | Slovacchia    | 1'05"75      | 1'06"41   | 1'06"62   | 1'06"47   | 4'25"25 | +5"98    |
| 18   | Kim Yoo-ran                | Corea del Sud | 1'06"68      | 1'07"02   | 1'06"41   | 1'06"41   | 4'26"52 | +7"25    |
| 19   | Jazmine Fenlator-Victorian | Giamaica      | 1'06"63      | 1'07"38   | 1'06"92   | 1'07"63   | 4'28"56 | +9"29    |
| 20   | Lidija Hun'ko              | Ucraina       | 1'06"34      | 1'07"84   | 1'07"47   | 1'07"45   | 4'29"10 | +9"83    |

Data: Sabato 13 febbraio 2022

Ora locale 1ª manche: 09:30

Ora locale 2ª manche: 11:00

Data: Domenica 14 febbraio 2022

Ora locale 3ª manche: 09:30

Ora locale 4ª manche: 11:00

Pista: National Sliding Centre

Legenda:
- DNS = non partita (did not start)
- DNF = prova non completata (did not finish)
- DSQ = squalificata (disqualified)
- Pos. = posizione
- TR = record del tracciato (track record)

In grassetto il miglior tempo di manche.